# Armant
Armant is een stad in het gouvernement  Qina van Egypte.
Het ligt ongeveer 20 kilometer ten zuiden van Luxor en stond in het oude Egypte bekend onder de namen 'Ioeny', 'Ioenoe Montoe' en 'Per-Montoe'. Het was een van de belangrijkste plaatsen voor de cultus van de god Montoe. Tot aan het begin van de 18e dynastie van Egypte was Armant de hoofdstad van de vierde nome van Opper-Egypte. De moderne naam Armant is dus afgeleid van het Oud-Egyptische 'Ioenoe-Montoe' of 'Per-Montoe', het Koptische 'Ermont' en het Griekse 'Hermonthis'.

## Historie
Vanaf ten minste de 11e dynastie bevond zich in Armant een tempel gewijd aan de god Montoe. Het zal niet geheel zonder toeval zijn dat de koningen van de 11e Dynastie, waarvan er drie de naam Montoehotep (Montoe is tevreden) droegen, uit deze regio kwamen. Wellicht gaven zij de aanzet tot de bouw van de tempel, maar deze kan ook ouder zijn. Tijdens de 12e dynastie en het Nieuwe Rijk werden enkele elementen aan de tempel toegevoegd. Echter, tijdens de Late Periode werd de tempel geheel verwoest, en men kent het bestaan ervan alleen doordat vele reliëfblokken teruggevonden zijn. Tijdens de regering van Nectanebo II werd de bouw van een nieuwe tempel gestart, die voortgezet werd door de Ptolemeeën. De belangrijkste toevoegingen aan de tempel vonden plaats tijdens de regeringen van Cleopatra VII Philopator en Ptolemaeus XV Caesarion. De tempel bestond nog in de tweede helft van de 19e eeuw, maar werd daarna compleet verwoest.
Het Bucheum, de begraafplaats van de heilige Buchis-stieren van Armant, is gelegen aan de rand van de woestijn ten noorden van Armant, en dateert van de regering van Nectanebo II. Het was in gebruik tot aan de regering van Diocletianus, zo'n 650 jaar later.